# Ayano Shibuya
Ayano Shibuya (渋谷彩乃 Shibuya Ayano?, 18 de mayo) es una seiyū japonesa, nacida en Tokio. Está afiliada a la agencia Ken Production.

## Biografía
Después de graduarse de School Duo, decidió pertenecer a Ken Production el 1 de abril de 2015.

## Filmografía
Los papeles principales están en negrita.

### Anime
2014
- Pac-Man y las aventuras fantasmales[1]
- Bakumatsu Rock[1]

2015-2016
- Tantei Team KZ Jiken Note como niñas, niños, niña en edad escolar 2, niña 2[1]

2017
- Pokemon Sol y Luna (2017-2019) como Hoshi[4]
- BanG Dream! como Estudiante B, Estudiante A, Guitarrista A, Voz A, Chiho Kozuka, Marie Toyosaki, Kaho Okairi, entre otros
- Kirakira PreCure a la Mode como Kagurazaka Risa,[5] Paco, Saki
- Kamisama Minarai: Himitsu no Cocotama como Kaho

2018
- Magical Girl Ore como Yōma
- Card Fight !! Vanguard (2018-2020) como Taishi Miwa (infancia)-2 temporadas
- Waka Okami wa Shōgakusei! como niños
- Puzzle & Dragons (2018-2020) como Kanako
- DOUBLE DECKER! Doug & Kirill como Liza

2019
- Mahō Shōjo Tokushusen Asuka como estudiante
- Phantasy Star Online 2 Episodio Oracle (2019-2020) como Operador
- Sazae-san (2019-2020) como Monica, entre otros.

2020
- My Hero Academia como Chicos líderes, Mimi Gorgeous
- Eizōken ni wa Te wo Dasu na!como vendedor
- Kitsutsuki Tantei-dokoro como niña

2021
- Kaifuku Jutsushi no Yarinaoshi como Flare Earlgrande Gioral/Freya[6]

### Películas de anime
2017
- KiraKira PreCure à la Mode: Crisply! The Memory of Mille-feuille! como mujer

### Videojuegos
- Colección Car Nago (2015, 1st Roadster, Eunos 500, 5th Silvia  )
- Ever Oasis Spirit and Tanebito's Slayer
- Granblue Fantasy (2017, Diablo)
- The Legend of Zelda: Breath of the Wild DLC 2 (Plua)
- Mon Musume ☆ Ha-Remu (2018, Kitley)
- Katana-shi no Miko Kizami Shi Issen no Tōka (2018, Mimi Kagami)
- Pokemon Masters (2019, Hope Trainer, Enji)
- Dragon Quest X (2019, Sati)
- Hyrule Warriors: Age of Calamity (2020, Prunia)

### CD dramas
- ¡The Idolmaster Million Live! Volumen 2 (2015, estudiante de secundaria)
- Hangout Crisis (Team Zoo)
- Kaifuku Jutsushi no Yarinaoshi (Flare)[7]